# رودولف والكر
رودولف والكر (بالإنجليزية: Rudolph Walker)‏، (28 سبتمبر 1939)، هو ممثل ترينيدادي يعيش في بريطانيا اشتهر بأدواره في التلفزيون البريطاني، بدأ التمثيل في الستينات ومثل أكثل من عشرون عملاً.

## روابط خارجية
- رودولف والكر على موقع IMDb (الإنجليزية)
- رودولف والكر على موقع قاعدة بيانات الفيلم (الإنجليزية)